# Movila, Ialomița
Movila (în trecut, și Ferdinand I și Vasile Roaită) este o comună în județul Ialomița, Muntenia, România, formată numai din satul de reședință cu același nume.

## Așezare
Comuna se află în estul județului, la nord de orașul Fetești. Este traversată de șoseaua județeană DJ212, care o leagă spre nord de Platonești și Țăndărei, și spre sud de Fetești (unde se termină în DN3A). Prin comună trece și calea ferată Făurei–Fetești, pe care este deservită de stația Movila.

## Istorie
Prima așezare de pe teritoriul comunei a început să se coaguleze în jurul gării Hagieni, apărută la rândul ei odată cu construcția căii ferate Făurei–Fetești în 1894. În 1925, a apărut și satul Movila, în urma împroprietăririi veteranilor Primului Război Mondial. Astfel, în 1931, apărea comuna Ferdinand I, formată din satul cu același nume.
În 1948, după instaurarea regimului comunist în România, denumirea comunei și satului s-a schimbat în Vasile Roaită. În 1950, comuna a fost arondată raionului Fetești din regiunea Ialomița, apoi (după 1952) din regiunea Constanța și (după 1956) din regiunea București. În 1964, și satul și comuna au fost rebotezate Movila. În 1968, comuna a revenit la județul Ialomița, reînființat.

## Politică și administrație
Comuna Movila este administrată de un primar și un consiliu local compus din 11 consilieri. Primarul, Valeriu Mihai[*], de la Partidul Social Democrat, este în funcție din 1996. Începând cu alegerile locale din 2024, consiliul local are următoarea componență pe partide politice:
|  | Partid                          | Consilieri | Componența Consiliului | Componența Consiliului | Componența Consiliului | Componența Consiliului | Componența Consiliului | Componența Consiliului |
|  | ------------------------------- | ---------- | ---------------------- | ---------------------- | ---------------------- | ---------------------- | ---------------------- | ---------------------- |
|  | Partidul Social Democrat        | 6          |                        |                        |                        |                        |                        |                        |
|  | Partidul Național Liberal       | 3          |                        |                        |                        |                        |                        |                        |
|  | Alianța pentru Unirea Românilor | 1          |                        |                        |                        |                        |                        |                        |
|  | Alianța Dreapta Unită           | 1          |                        |                        |                        |                        |                        |                        |

## Demografie
Componența etnică a comunei Movila
     Români (91,65%)
     Alte etnii (0,56%)
     Necunoscută (7,79%)
Componența confesională a comunei Movila
     Ortodocși (87,29%)
     Adventiști (4,36%)
     Alte religii (0,19%)
     Necunoscută (8,16%)
Conform recensământului efectuat în 2021, populația comunei Movila se ridică la 1.605 locuitori, în scădere față de recensământul anterior din 2011, când fuseseră înregistrați 1.842 de locuitori. Majoritatea locuitorilor sunt români (91,65%), iar pentru 7,79% nu se cunoaște apartenența etnică. Din punct de vedere confesional, majoritatea locuitorilor sunt ortodocși (87,29%), cu o minoritate de adventiști (4,36%), iar pentru 8,16% nu se cunoaște apartenența confesională.